# Рестол: Спасилачки одред
Рестол: Спасилачки одред (кореј. 레스톨 특수구조대 Restol: Teugsu Gujo Dae; енгл. Restol, The Special Rescue Squad) је јужнокорејска анимирана телевизијска серија из 1999. године, коју је креирао Seoul Movie.

## Радња
Године 2034. планета је доживела озбиљне природне катастрофе. Године 2035. Геоноид је основан као компанија у циљу заштите земље од природних непогода. Штавише, организација је успоставила ССС (Специјални сервис спаса) која се састоји од Р-САТ орбиталне спасилачке станице, пет Рестол јединица и брода Шкољка.
Канг Мару, четрнаестогодишњи дечак, изабран је од стране Геоноида кроз симулацију видео игара на пилот јединици Рестол 03, пошто је показао изванредне вештине.